# Жарковский, Сергей Владимирович
Сергей Владимирович Жарковский (род. 29 апреля 1968 г. Волжский, Волгоградской области) — русский писатель-фантаст.

## Биография
Живёт в городе Волжский (Волгоградская область). С 12 лет участвовал в деятельности волгоградского КЛФ «Ветер Времени». Писательский дебют состоялся в 1990 году, когда в газете «Молодой Ленинец» был опубликован рассказ «В ожидании Твари, или Год 1988». Под псевдонимом С. Антонов опубликовал два фантастических боевика: «Врата испуганного бога» (1998; в соавторстве с Андреем Ширяевым) и «2-Герой-2» (1999) (этот псевдоним больше не был использован и участник проекта «Метро 2033» С. Антонов — другой человек).
В 2006 году в волгоградском издательстве «Прин-Терра» вышел экспериментальный роман Жарковского «Я, Хобо: Времена смерти». Критик Василий Владимирский сравнил его с такими космическими операми, как «Гиперион» Дэна Симмонса и «Пламя над бездной» Вернора Винджа. Критик Роман Арбитман не только назвал его лучшим русскоязычным НФ-романом 2006 года, но и включил его в список двадцати лучших русских фантастических книг, вышедших в период с 1987 по 2007 год. Кроме того, «Я, Хобо» был удостоен нескольких премий. В 2011 году роман был переиздан с исправлениями и дополнениями в серии «New Fiction» издательства Эксмо. В ближайшее время ожидаются продолжения романа, задуманного как начало трилогии.
Сергей Жарковский входит в редакционный совет журнала «Шалтай-Болтай».

## Награды
- 2007 — премия «Открытие себя» (им. Савченко) на ассамблее фантастики «Портал»
- 2007 — премия им. Вл. Одоевского («За поддержание традиций интеллектуальной фантастики») на конференции Басткон
- 2007 — премия «Бронзовый Икар» за лучшее художественное произведение